# Уолпол, Хью
Сэр Хью Се́ймур Уо́лпол (англ. Hugh Seymour Walpole; 13 марта 1884 года, Окленд — 1 июня 1941 года, Лондон, Великобритания) — английский писатель. Потомок барона Горацио Уолпола, младшего брата первого британского премьер-министра.

## Биография
Родился в Новой Зеландии в семье пастора. Окончил Эммануил-колледж в Кембридже. Работал учителем, в том числе гувернёром детей Элизабет фон Арним. Под влиянием Троллопа и Уильяма Джемса стал профессиональным писателем. Свой первый роман опубликовал в 1909 году.

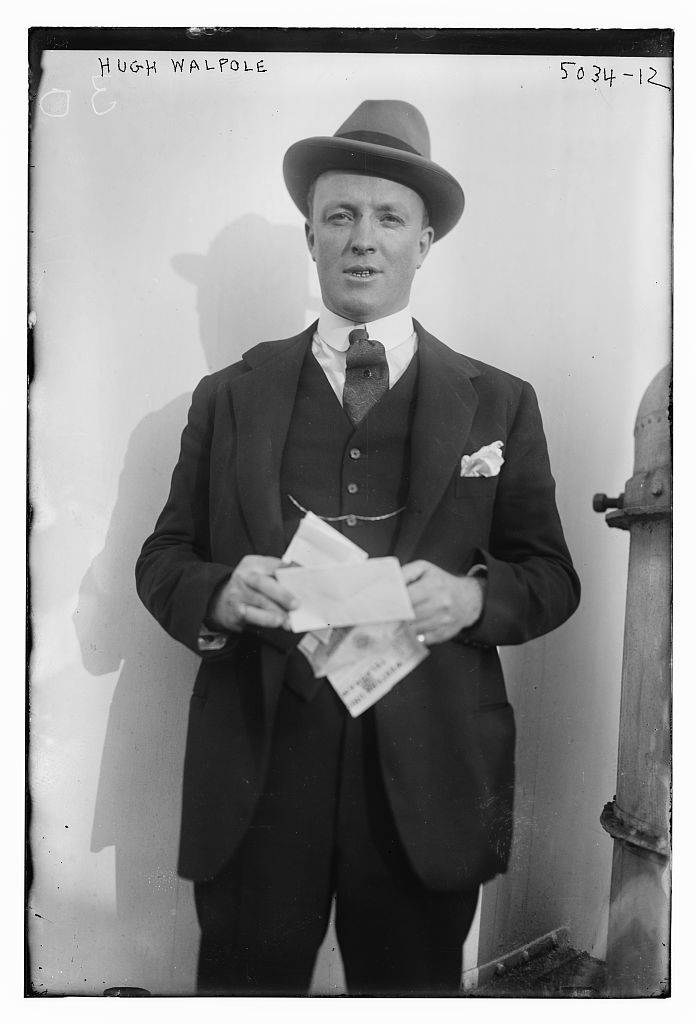
Хью Уолпол (1915)

Во время первой мировой войны работал в России в Красном Кресте, жил в квартире у своего любовника Константина Сомова. Два его романа — The Dark Forest (Тёмный лес, 1916) и The Secret City (Тайный город, 1919) — основаны на событиях его жизни в России.
В 1920-е гг. Уолпол стал одним из самых востребованных и высокооплачиваемых романистов Англии. По заказу Дэвида Селзника адаптировал для киноэкрана диккенсовский роман «Дэвид Копперфильд», а затем детскую книгу «Маленький лорд Фаунтлерой». 
В 1937 г. принял от короля рыцарский титул, записав в дневнике: «Киплинг, Харди, Голсуорси отказались. Но я им не ровня. Мой уровень — это Конан Дойль, Энтони Хоуп и тому подобные». Финансовое благополучие Уолпола позволяло ему собирать полотна французских импрессионистов и постимпрессионистов (лучшие из которых он завещал британской нации).
В книге «Пироги и пиво» Моэм изобразил Уолпола в качестве бездарного писателя-карьериста, которому честолюбие заменяет талант; успех этой книги нанёс чувствительный удар по самолюбию Уолпола и по его репутации. 
Умер от сердечного приступа 1 июня 1941 года в Лондоне.

## Издания на русском языке
- Враг в засаде (The Enemy in Ambush). Перевод с рукописи Зин. Венгеровой. // журнал «Современник», книга X, 1915;
- Госпожа Лант (Mrs. Lunt). Рассказ. Перевод Сивориновской Э./ Хью Уолпол. — Нижний Новгород: Има-пресс, 1993. ISBN 5-80050-013-4;
- Тарнхельм (Tarnhelm). Рассказ. Перевод М. Виноградовой /  Хью Уолпол. В книге: , Английская готическая проза. Том 2. Москва: Терра-Книжный клуб, СКЦ Норд, 1999 г. - Стр. 315-330. ISBN 5-300-02686-7,ISBN 5-300-02667-0
- Над темной площадью (Above the Dark Circus). Роман / Хью Уолпол; Перевод с английского О. Никулиной. — Санкт-Петербург: Азбука, 2000. — 311 с.; 19 см. — (Седьмой круг). — (Библиотека классического детектива / Хорхе Луис Борхес, Адольфо Биой Касарес);
- Маленькое привидение (The Little Ghost) / Хью Уолпол; В книге: "Карета-призрак. Английские рассказы о привидениях" / Перевод с английского Л. Бриловой и др.; сост., пер., примеч. Л. Бриловой]. — Санкт-Петербург: Азбука-классика, 2008. — 251 c.; 18 см.;